# René Hologne
 (février 2025).
Motif : où sont les sources secondaires
- Archive Wikiwix
- Bing
- Cairn
- DuckDuckGo
- E. Universalis
- Gallica
- Google
- G. Books
- G. News
- G. Scholar
- Persée
- Qwant
- (zh) Baidu
- (ru) Yandex
- (wd) trouver des œuvres sur Wikidata

| 1. | Préciser le motif de la pose du bandeau. | Précisez le motif de la pose du bandeau en utilisant la syntaxe suivante : {{admissibilité à vérifier\|date=juillet 2025\|motif=remplacez ce texte par le motif}}                 |
| 2. | Informer les utilisateurs concernés.     | Pensez à avertir le créateur de l'article, par exemple, en insérant le code ci-dessous sur sa page de discussion : {{subst:avertissement admissibilité à vérifier\|René Hologne}} |

René Marcel Hologne est un résistant français né le 26 décembre 1886 à Paris et décédé en déportation le 4 décembre 1944 à Neuengamme, en Allemagne,.
Élu local, il participa pendant une quinzaine d'années à la vie municipale de la ville de Vesoul, en parallèle à ses activités associatives et son métier de brodeur. Très engagé dans la Résistance, Hologne sera décrit par les rescapés des camps comme ayant un grand courage.

## Biographie

### Jeunesse et carrière
Fils de Joseph Hologne et de Lucile Tativeau, René Hologne vient d'une famille originaire de Haute-Saône et de Haute-Marne. Né dans le 10e arrondissement de Paris, il passe son enfance dans la capitale française. Il effectue ensuite son service militaire au 42e régiment d'infanterie et en 1914, il est mobilisé pour participer à la Première Guerre mondiale, notamment au sein de l'Armée française d'Orient. À la fin de la guerre, il se marie avec Louise Céline Cholley, le 2 mai 1918 à Paris et travaille dans l'industrie de la broderie.
René Hologne devient conseiller municipal de Vesoul en 1925 et est aussi membre et président de diverses associations locales entre autres sportives comme la section football du Racing-Club Vésulien qu'il dirigea des années 1920 jusqu'en 1935. Il devient premier adjoint du maire de Vesoul René Weil en 1935, et s'intéresse notamment au programme des grands travaux. Weil, de confession juive, se voit dans l'obligation de démissionner de son poste à l'arrivée des allemands à Vesoul en juin 1940 ; Hologne lui succède en qualité de maire de Vesoul le 1er mars 1941, mais démissionne de son poste moins d'un an après, le 31 janvier 1942. Le 7 mars 1942, le Journal officiel annonce que le successeur de René Hologne a été nommé dans un arrêté ministériel du 3 mars : il s'agit de Paul Heymes, qui est alors directeur départemental du Secours national et chef de gare à la SNCF en retraite.

### Résistance et fin de vie
Pendant la Seconde Guerre mondiale, René Hologne s'illustra en tant que responsable des affaires civiles dans une organisation de résistance, un état-major, qui adhéra dès mars 1943 au mouvement Défense de la France. Les autres membres de cette organisation étaient notamment le fondateur Yves Barbier (ingénieur du cadastre), son adjoint Gaston Girard (inspecteur des contributions indirectes) et le responsable des affaires militaires Paul Guépratte (inspecteur à la SNCF). Les actions de Hologne portèrent essentiellement dans l'hébergement des prisonniers évadés et des patriotes traqués, dans l'organisation du ravitaillement et dans la sauvegarde des maisons abandonnées,.
Arrêté en mai 1944 par la Gestapo en même temps que d'autres résistants de Vesoul, le préfet Paul Théry et son chef de bureau et directeur de la Défense Passive Jean Filleul, il est ensuite envoyé à la prison de Besançon. Le 4 juin 1944 à Compiègne, il est déporté sous le matricule 34040 au camp de concentration de Neuengamme, dans la région de Hambourg en Allemagne ; ce jour-là 2 061 autres hommes furent aussi déportés. René Hologne décède d'épuisement au camp de Neuengamme début décembre 1944. Sa sépulture se trouve dans l'ancien cimetière de Vesoul.
Il était franc-maçon, affilié à la loge maçonnique des Cœurs Unis, dont le local était alors situé place du Trau à Vesoul.

## Distinctions et hommages

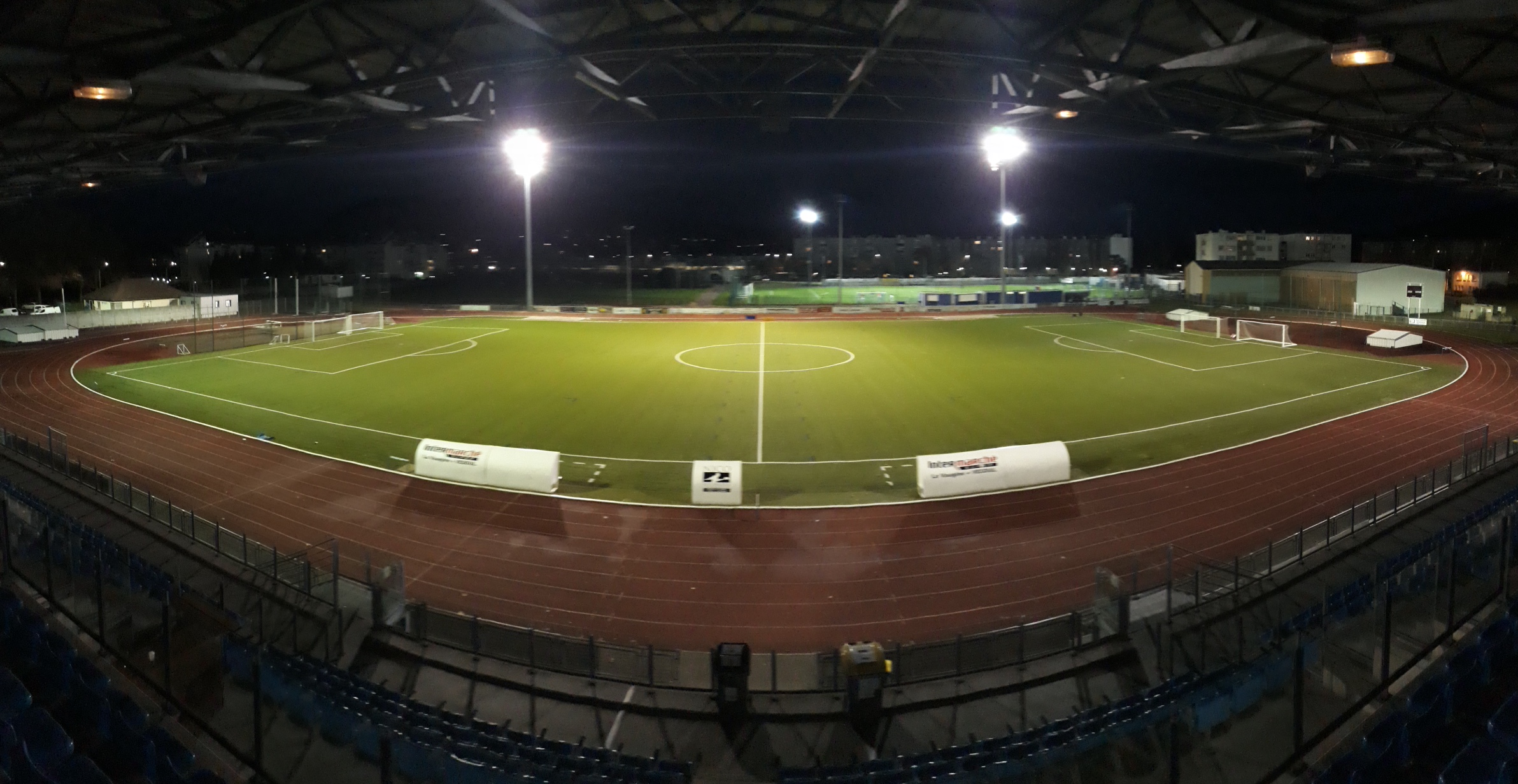
Le stade René-Hologne à Vesoul.

Hologne sera décoré à titre posthume de la médaille militaire, de la médaille de la Résistance et de la Croix de guerre avec palme.
Le 11 novembre 1946, une plaque a été apposée dans le hall d'honneur de l'hôtel de ville en hommage à Hologne. Par ailleurs, à Vesoul, une place, une rue et, depuis 1950, le stade omnisports local portent son nom. Il a été renommé symboliquement maire de Vesoul après sa mort.